# Rumunské námořnictvo
Rumunské loďstvo tvoří námořní složku ozbrojených sil Rumunska. Dělí se na námořnictvo a dunajskou flotilu. Oficiálně založeno bylo v roce 1860. Dnes ho tvoří cca 6900 osob. Velení námořnictva sídlí v přístavu Constanta. Ten je zároveň základnou říční flotily. Hlavní síly námořnictva tvoří tři fregaty, 7 korvet, 5 minolovek a řada hlídkových plavidel. Dunajská flotila provozuje monitory, dělové a hlídkové čluny.

## Historie

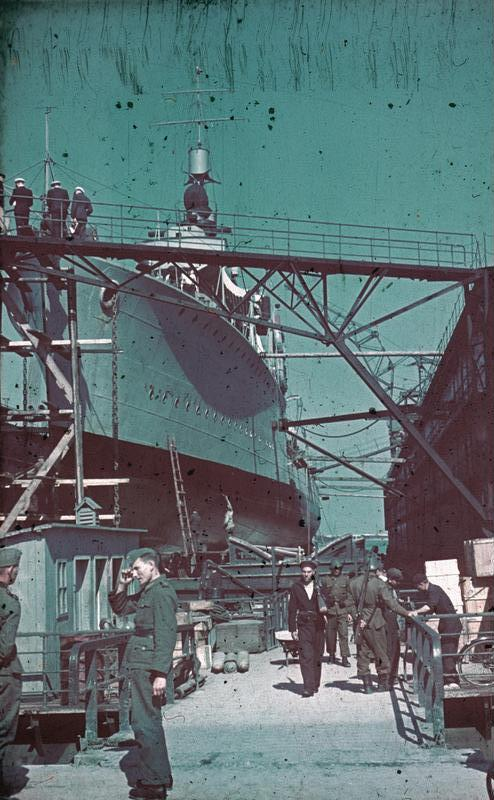
Přístav Constanta za druhé světové války

### Druhá světová válka
Rumunské námořnictvo se účastnilo druhé světové války na straně Osy. V té době se dělilo na námořní divizi a dunajskou říční flotilu. V době vypuknutí války mělo námořnictvo okolo 40 válečných lodí, z toho 17 říčních (celkem 7 říčních monitorů, často pocházejících z dob Rakouska-Uherska). Námořní síly mohly nasadit čtyři torpédoborce tříd Mărăşti a Regele Ferdinand, ponorku Delfinul, tří korvety, tří dělové čluny, tří torpédové čluny a minonosku Amiral Murgescu. Během války je posílilo několik nových lodí, například dvě ponorky a šest torpédových člunů. Oproti sovětskému námořnictvu byly rumunské síly velmi slabé a proto se rumunské námořnictvo za války soustředilo na doprovod konvojů, minové operace a pobřežní obranu. V srpnu 1944 rumunské námořnictvo disponovalo 54 plavidly na Černém moři (z toho 25 pomocných) a 137 plavidly na Dunaji (z toho 100 pomocných). Po podepsání příměří v roce 1944 museli Rumuni odevzdat své lodě Sovětskému svazu.

### Studená válka
V poválečném období se Rumunsko orientovalo na Sovětský svaz a získávalo z něj i zbraně. Po válce byly až na výjimky postupně vráceny roku 1944 odevzdané rumunské válečné lodě. V šedesátých letech došlo k vyřazení torpédoborců. Nový torpédoborec Mărășești rumunské námořnictvo získalo v roce 1985 vlastní výstavbou. Fakticky se ale jedná spíše o fregatu, neboť loď byla odlišně kategorizována z prestižních důvodů.

### Současnost
Rumunské námořnictvo se podílí na mezinárodních misích. Fregata Regele Ferdinand se například roku 2012 zapojila do protipirátské Operace Atalanta.

## Složení

### Fregaty

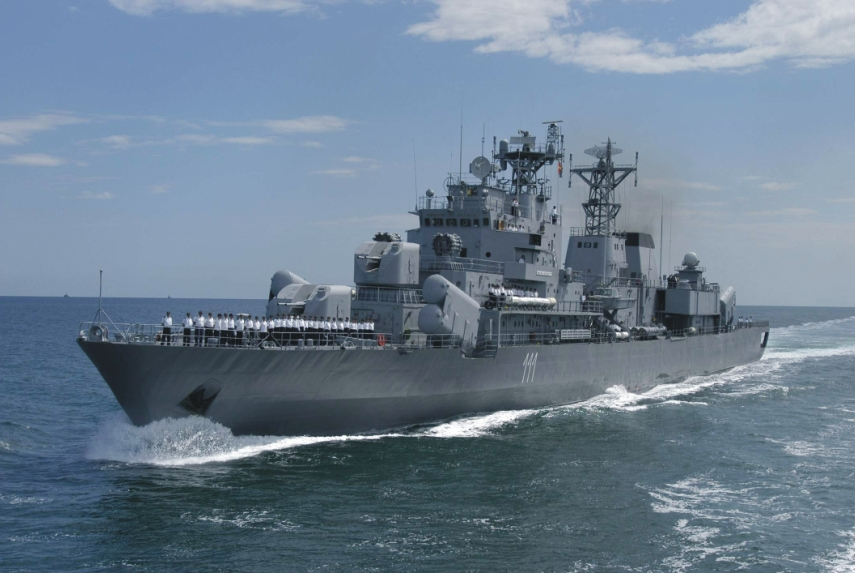
Fregata Mărășești

- Třída Mărășești
  - Mărășești
- Typ 22 Broadsword
  - Regele Ferdinand (F221)
  - Regina Maria (F-222)

### Korvety
- Třída Admiral Petre Bărbuneanu
  - Amiral Petre Bărbureanu (F-260)

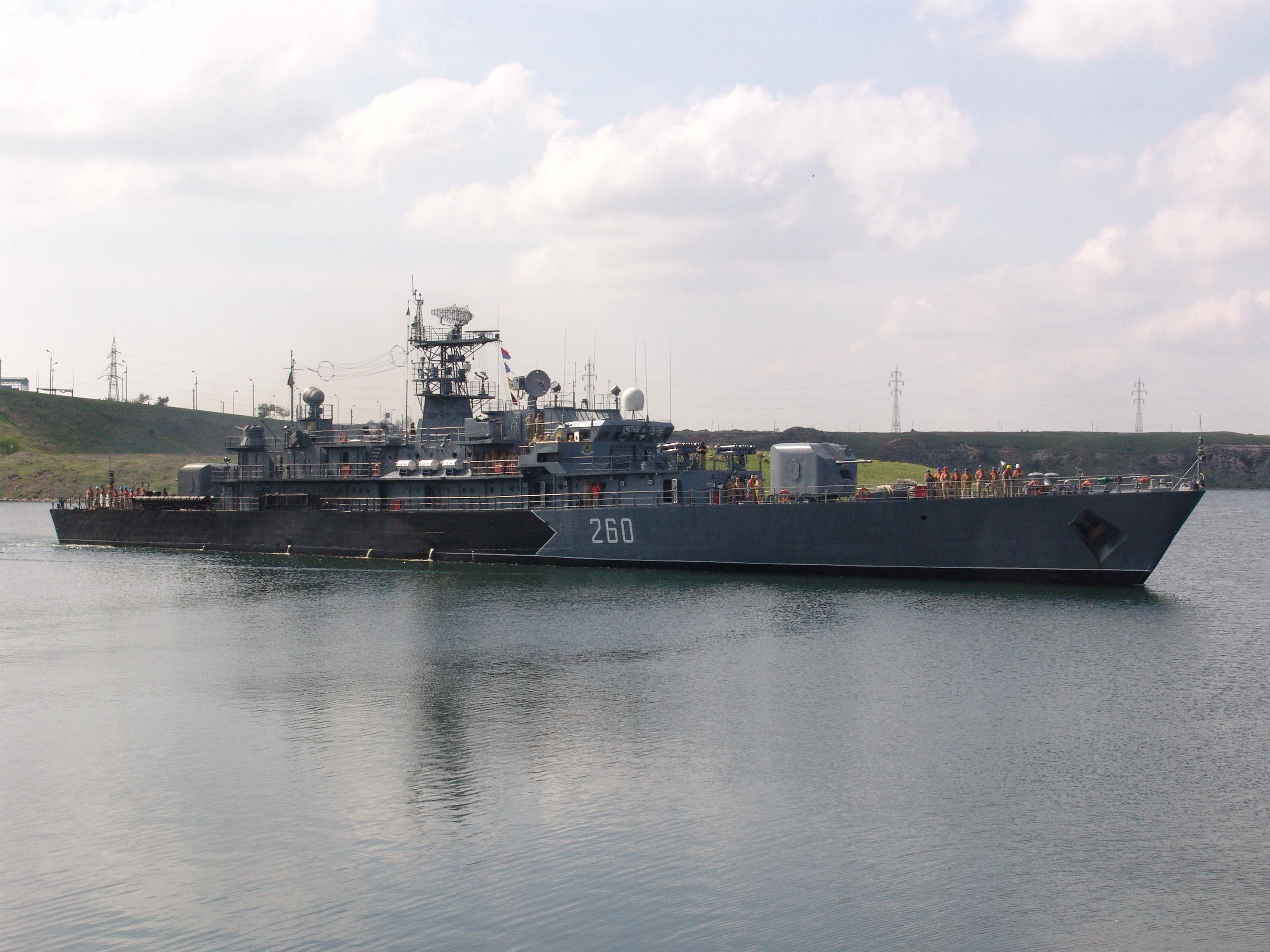
Korveta Admiral Petre Bărbuneanu

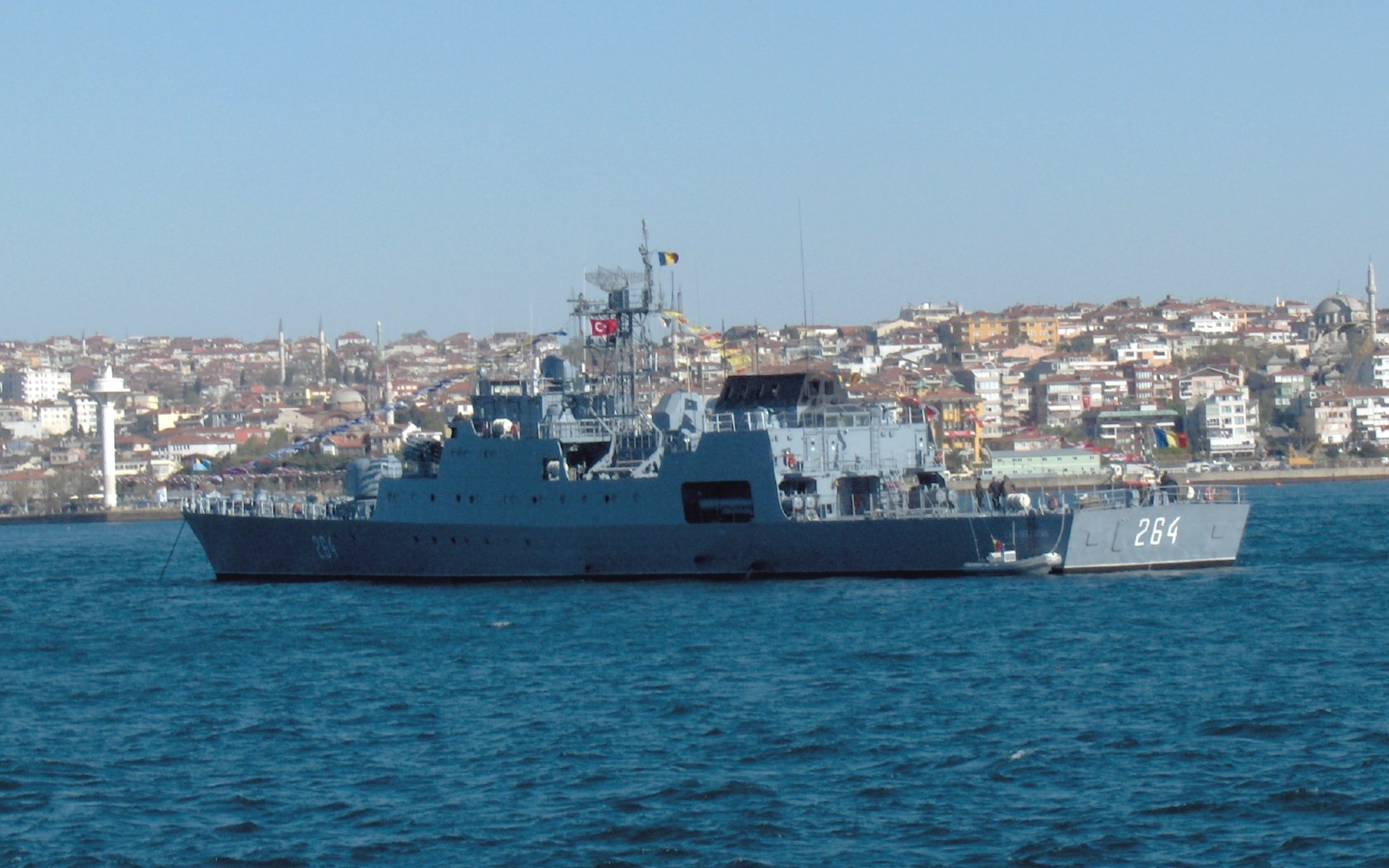
Korveta Contra-Amiral Eustațiu Sebastian

  - Contra-Amiral Eugen Roșca (F-263)
- Třída Contra-Amiral Eustațiu Sebastian
  - Contra-Amiral Eustațiu Sebastian (F-264)
  - Contra-Amiral Horia Măcelaru (F-265)

- Projekt 1241 / třída Tarantul
  - Zborul (F-188)
  - Pescărușul (F-189)
  - Lăstunul (F-190)

### Rychlé hlídkové čluny
- Projekt 205 / třída Osa
  - Smeul (F-202)
  - Vijelia (F-204)
  - Vulcanul (F-209)

### Ponorky
- Třída Kilo
  - Delfinul (v rezervě)[1]

### Minolovky a minonosky

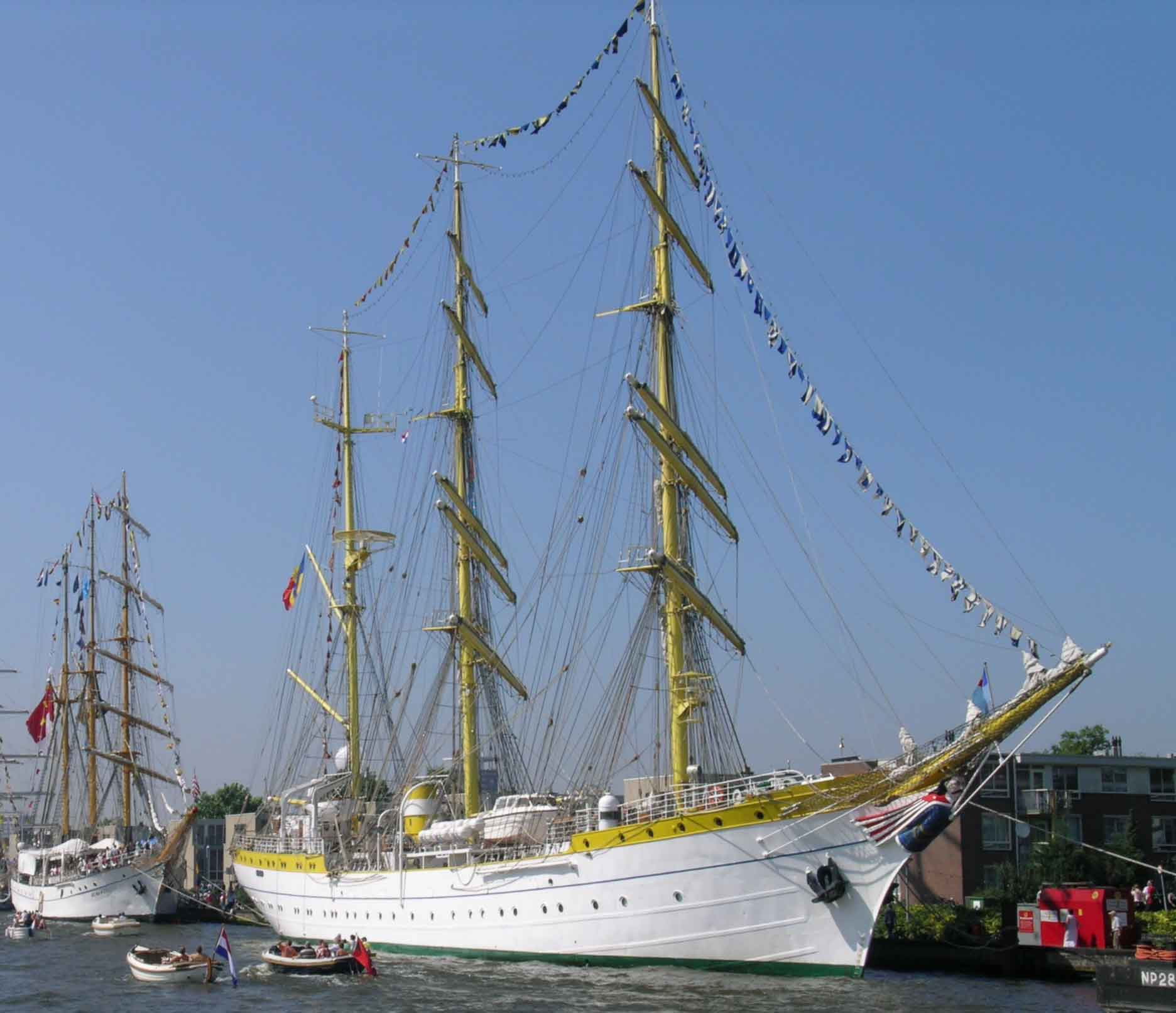
Mircea

- Třída Vice-Amiral Ioan Murgescu – minolovka
  - Vice-Amiral Ioan Murgescu (F-271)

- Třída Sandown – minolovky
  - Sublocotenent Ion Ghiculescu (M-270)
  - Căpitan Constantin Dumitrescu (M-271)
- Třída Lt. Remus Lepri – minolovky
  - Lt. Remus Lepri (DM-24)
  - Lt. Lupu Dinescu (DM-25)
  - Lt. Dimitrie Nicolescu (DM-29)
  - SLt. Alexandru Axente (DM-30)

### Pomocné lodě
- Mircea – cvičná loď

### Říční flotila

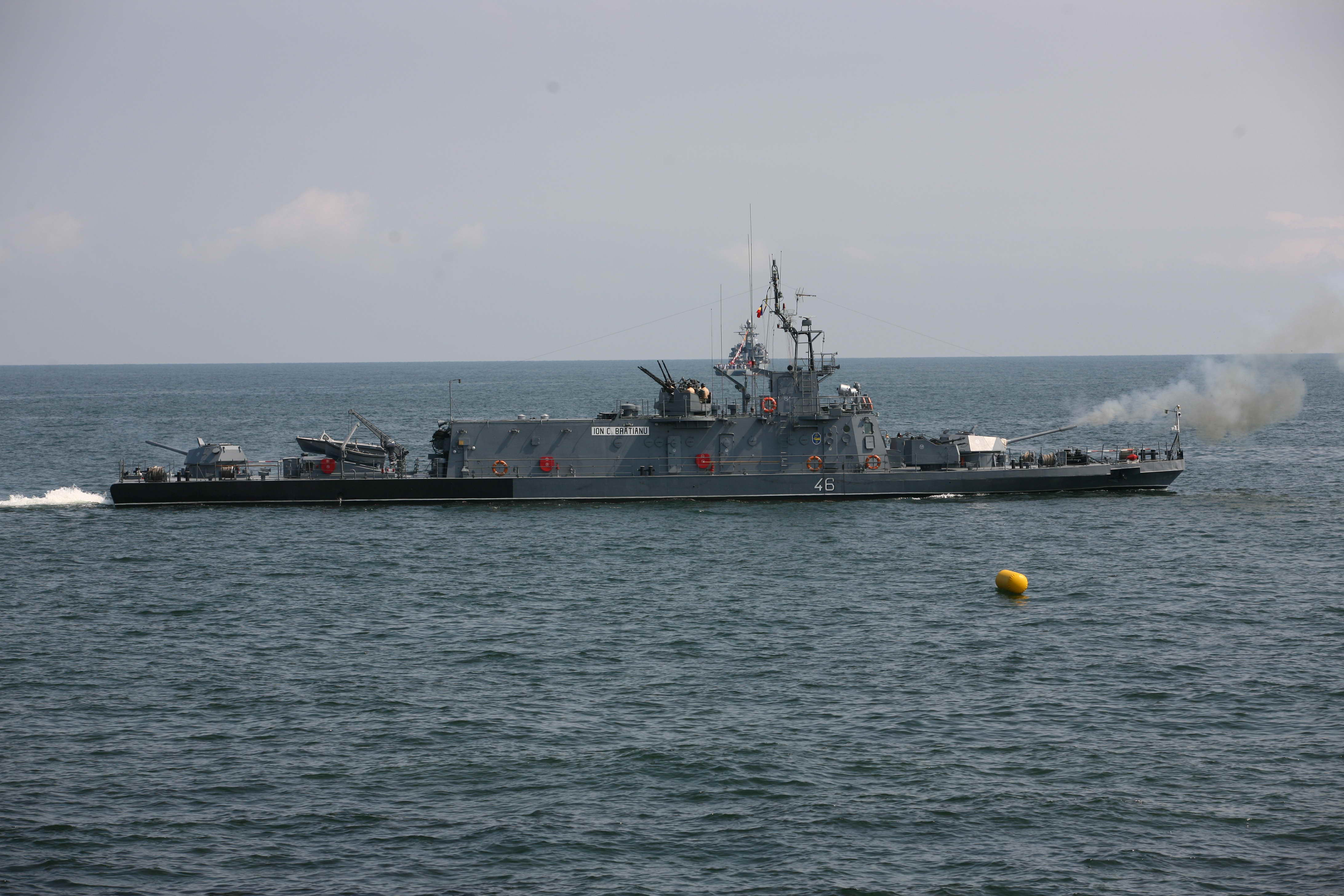
Říční monitor

#### Monitory
- Třída Mihail Kogălniceanu
  - Mihail Kogălniceanu (F-45)
  - Ion C. Brătianu (F-46)
  - Lascăr Catargiu (F-47)

#### Dělové čluny
- Třída Smârdan (Brutar II)
  - Rahova (F-176)
  - Opanez (F-177)
  - Smârdan (F-178)
  - Posada (F-179)
  - Rovine (F-180)

#### Hlídkové čluny
- Třída VD 141 (12 ks)

### Letecká technika
Rumunské námořnictvo disponuje třemi vrtulníky IAR 330 v navalizované variantě IAR 330 Naval.

## Plánované akvizice
- Hlídková lodě (2 ks) – Plánuje nákup ve otevřené soutěži.[4]